# 체스터필드

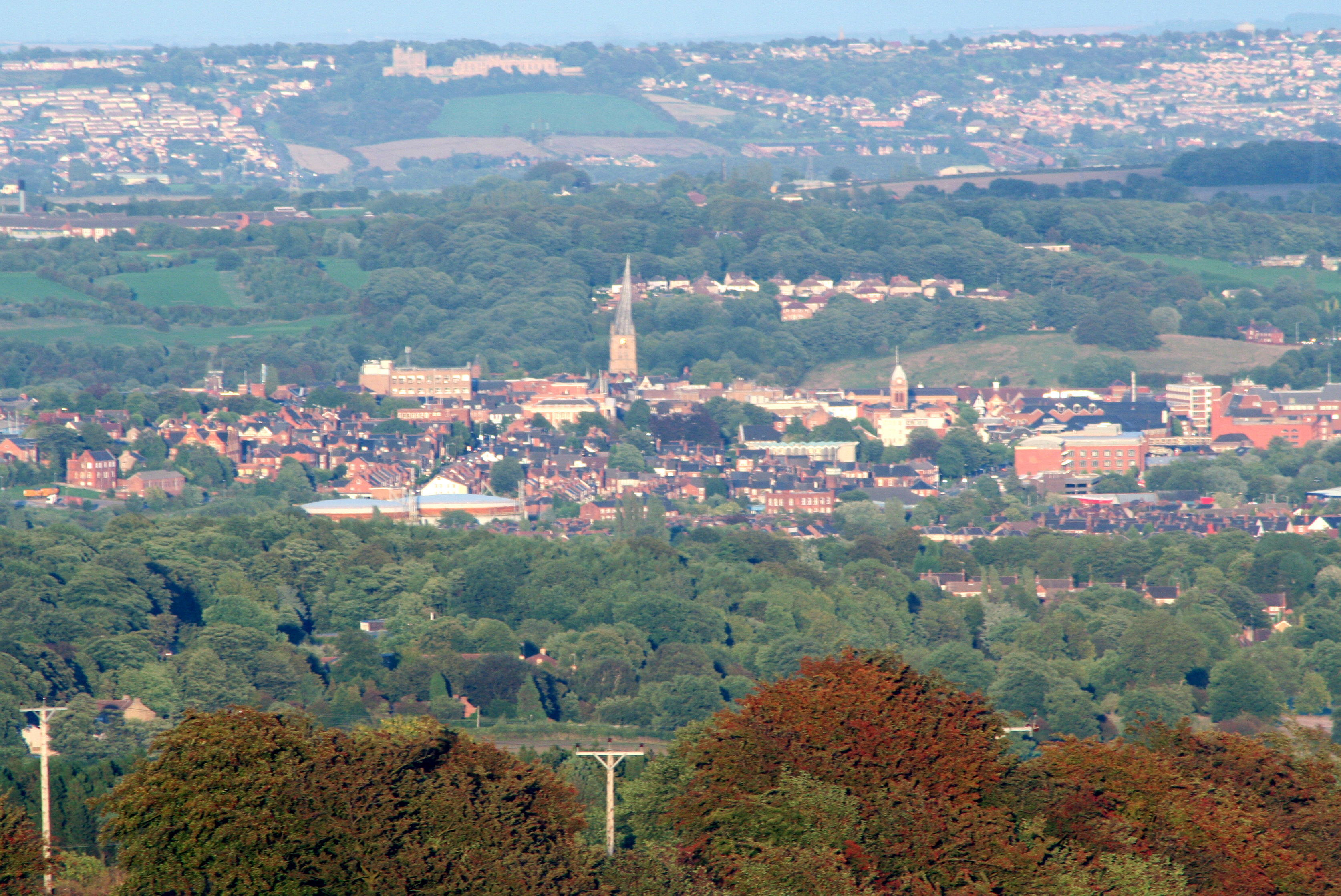
체스터필드

체스터필드(Chesterfield)는 잉글랜드 더비셔주의 도시로, 인구는 104,288명이다(2014년 추정치).
더비에서 북쪽으로 39km, 셰필드에서 남쪽으로 18km 떨어진 로더 강과 히퍼 강이 합류하는 지점에 있는 영국 더비셔 주 체스터필드 자치구에 있는 시장 도시이자 교구가 없는 지역이다. 2011년에 건축 지역 구획의 인구는 88,483명으로 더비셔에서 더비 다음으로 두 번째로 큰 정착지가 되었다. 더 넓은 자치구의 인구는 2011년에 103,801명이었다. 2011년에 타운의 인구는 76,753명이었다. 기원전 1세기의 일시적인 로마 요새의 흔적이 남아있다. 후기 앵글로 색슨 마을의 이름은 고대 영어 ceaster(로마 요새)와 feld(목초지)에서 유래되었다. 일주일에 3일 상당한 규모의 거리 시장이 열린다. 이 마을은 오래된 석탄 밭에 자리 잡고 있지만 광산의 시각적 증거는 거의 남아 있지 않다. 주요 랜드마크는 성모 마리아 교회와 모든 성도 교회의 구부러진 첨탑이다.